# Тодор Джиджев
Тодор Василев Джиджев е български учен, етномузиколог и фолклорист.

## Ранни години
Роден е на 30 март 1927 г. в София.  Започва да се занимава с музика от 7-годишна възраст. През 1942 г. постъпва във Военно училище на Негово царско Величество училище в София, което завършва през 1947 г.
От сключения през 1957 г. брак със съпругата си Гина имат син – Явор Джиджев, който в периода 2012 – 2013 г. е председател на българското сдружение на работодателите – Съюз за стопанска инициатива.

## Активна професионална дейност
На 25-годишна възраст постъпва като редовен студент в Теоретичния отдел на Националната музикална академия, който завършва през 1953 г. при проф. д-р Георги Димитров. От 1953 г. е редовен аспирант в Института по музикознание към Българската академия на науките. В периода 1960 – 1989 г. работи в Института за музика, а след това в Института за фолклор. През 1989 г. е удостоен с научната степен доктор на изкуствознанието.
Проф. д.изк. Тодор Джиджев е носител на редица отличия и награди, връчени от Българската академия на науките, Министерството на културата, Центъра за художествената самодейност и др.
Работил е с големите имена във фолклора – Атанаска Тодорова, Гюргя Пинджурова, Мита Стойчева, Йовчо Караиванов, Вълкана Стоянова, Магда Пушкарова, Кичка Стоянова, Марин Иванов, Калинка Згурова, Михаил Букурещлиев, Николай Кауфман, Петър Льондев и много други. Открива за народната музика певиците Лиляна Галевска, Светла Караджова, Роза Банчева и други.

## Творчество
Автор е на четири книги. В библиографията му има над 300 научни и научнопопулярни публикации по различни проблеми на музикалния фолклор, посветени на стихово-ритмичния строеж на българските народни песни и възможностите за нова класификация на метроритмичните форми в българската народна музика, на ритмообразуването и функционално-интонационните типове в българските коледни песни, сравнението им с подобни в румънското коледуване. Тодор Джиджев е сред водещите имена в приложната етномузикология в България.
Членува в Съюза на българските композитори, Съюза на музикалните и танцови дейци, в работни групи при Международния съвет за традиционна музика (ICTM) към ЮНЕСКО и в Международната организация за фолклор (IOF).
Интересите на Тодор Джиджев включват фолклорния двуглас – Бистришките баби и Братя Митеви от Велинградско, сватбарския ритуал – представяне на спектакъла „Свождане“ на ансамбъла за изворен фолклор „Плевен“, с ръководител М. Димитров.
Умира на 2 август 2012 в София.